# Basto (DJ)
Jef Martens (8 de enero de 1975, Hoogstraten) más conocido como Basto, es un disc jockey de música electrónica y productor discográfico belga, especializado en el género electro house. También se le ha conocido varios alias, como Bitch Boys, Candyman, Dirty Bunch, DJ Basik, Jin Sonic, Kings of Porn and Lazy Jay.

Comenzó a trabajar como DJ en 2005, teniendo éxito en su país natal, Bélgica y Holanda, a través del sencillo «Rock With You» y más tarde con una colaboración con Peter Luts en «On My Own».

## Discografía

### Sencillos en listas
| Año  | Sencillo                     | Mejor posición | Mejor posición | Mejor posición | Mejor posición | Mejor posición | Álbum               |
| Año  | Sencillo                     | BEL (Fl)       | BEL (Va)       | FRA            | HOL            | SUI            | Álbum               |
| ---- | ---------------------------- | -------------- | -------------- | -------------- | -------------- | -------------- | ------------------- |
| 2005 | «Rock With You»              | 24             | 22             | —              | 37             | —              | Sencillos sin álbum |
| 2008 | «On My Own» (con Peter Luts) | 31             | —              | —              | 75             | —              | Sencillos sin álbum |
| 2010 | «Your Fire»                  | —              | —              | —              | —              | —              | Sencillos sin álbum |
| 2011 | «Gregory's Theme»            | 12             | 50             | —              | 47             | —              | Sencillos sin álbum |
| 2011 | «Again and Again»            | —              | 22             | 18             | 42             | 22             | Sencillos sin álbum |
| 2012 | «CloudBreaker» (con Yves V)  | 25             | 27             | 22             | 29             | —              | Sencillos sin álbum |
| 2012 | «I Rave You»                 | —              | —              | 51             | —              | —              | Sencillos sin álbum |

### Sencillos
2005
- «Rock With You»

2007
- «Another Place» (con Prom & I-Fan)

2008
- «On My Own» (con Peter Luts)
- «Savior» (con I-Fan)
- «Out There» (con John Dahlbäck)
- «Kiss Yourself» (con I-Fan)

2010
- «SpaceCake»
- «When Love Calls» (con Nicky Romero)
- «Gregory's Theme»
- «Your Fire»

2011
- «Again and Again»
- «CloudBreaker» (con Yves V)

2012
- «I Rave You»
- «StormChaser»
- «BONNY»

2013
- «Bend and Break» (vs. Keane)
- «Dance With Me»
- «Keep On Rocking»

2014
- «Electric Stars» (con Maruja Retana)

2015
- «Hold You»

2016
- «Unicorn» (con Natasha Bedingfield)

2019
- «Somehow Happy»
- «For You»

2020
- «I Miss You»